# Adobe FrameMaker
Adobe FrameMaker — настольная издательская система, основанная на структурированной разметке документа (см. SGML, HTML, XML), в отличие от систем, основанных на подобном верстаку графическом интерфейсе (GUI).

## История
Программа создана в 1980-е годы. Первоначально программа рассчитывалась для работы на Unix.
В 1995 году Adobe приобрела компанию «Frame technology Corp.». Одновременно к Adobe перешли права на флагманский продукт компании «FrameMaker».

## Описание
Программа предназначена для создания документов с большим количеством иллюстраций, прямых и перекрёстных ссылок, вёрстки и печати текстовых документов большого объёма с интегрированной графикой.
Программа способна верстать документы объёмом от сотен до тысяч страниц. При помощи программы возможно создание макетов буклетов, книг, газет, технических описаний.
Программа осуществляет обработку текста, задание схем страниц, работу с графикой, уравнениями, таблицами, 
Программа распознаёт более 50 различных типов файлов. Осуществляется вывод в Adobe PDF и HTML.
С 8-й версии интегрированы модели 3D и Adobe Flash Player.